# Phare d'Æðey
Le phare d'Æðey est un phare situé à l'extrémité sud de l'île d'Æðey, qui est située dans l'Ísafjarðardjúp, dans la région des Vestfirðir.